# Schaefflerdiagramm

Schaeffler-Diagramm, Ni-Äquivalent begünstigt Austenit-Bildung und Chrom-Äquivalent begünstigt die Ferrit-Bildung

Das Schaefflerdiagramm ist ein Verfahren zum Bestimmen des Gefüges in der Werkstoffkunde und wurde von Anton L. Schaeffler im Jahr 1949 entwickelt und nach ihm benannt.
Mit Hilfe der Chrom- und Nickeläquivalente, welche die Abszisse (X-Achse) und Ordinate (Y-Achse) des Diagramms bilden, lassen sich für Stähle und Gusseisen Punkte im Diagramm darstellen. Das Nickeläquivalent wird errechnet aus den Massenanteilen der Legierungselemente, die bei Eisen dazu führen, dass Austenit im Gefüge enthalten ist. Das Chromäquivalent steht für die Wirksamkeit der ferritbildenden Elemente; in der dritten Auflage 1983 (S. 213) wurden die Äquivalente wie folgt beziffert:
- Chrom-Äquivalent = % Cr + % Mo + 1,5 · % Si + 0,5 · % Nb
- Nickel-Äquivalent = % Ni + 30 · % C + 0,5 · % Mn

Das Schaefflerdiagramm ist aufgeteilt in unterschiedliche Bereiche, die das vorliegende Gefüge darstellen. Zusätzlich sind Bereiche eingezeichnet, in welchen Probleme beim Schweißen des Werkstoffs auftreten können. Diese Bereiche sind mit der entsprechenden Anfälligkeit bezeichnet. Für jeden Werkstoff lässt sich ein Punkt im Schaefflerdiagramm einzeichnen. Je nach Lage des Punktes kann man so Rückschlüsse auf Schweißeignung und vorliegendes Gefüge gewinnen.
Für das Schweißen sind die Gefüge am besten geeignet, welche im „weißen“ Bereich des Schaefflerdiagramms liegen. Der weiße Bereich hat die Form eines S und liegt mittig unten. In diesem Bereich treten keine Probleme wie Heißrisse, Kaltrisse, Kornwachstum und Sigma-Versprödungen auf.
Beim Verschweißen zweier unterschiedlicher Grundwerkstoffe kann das schlussendliche Schweißgutgefüge grafisch im Schaefflerdiagramm ermittelt und mit der Wahl des Zusatzwerkstoffes sogar manipuliert werden (man beachte hierzu unter den Weblinks die Rechner).
Die grafische Bestimmung des resultierenden Schweißgutgefüges verläuft in drei Schritten:
1) Lage der beiden Grundwerkstoffe einzeichnen und zu einer Geraden verbinden
2) Mittelpunkt der Strecke zwischen den beiden Grundwerkstoffen einzeichnen
3) Lage des Zusatzwerkstoffes einzeichnen und diesen Punkt mit dem unter 2) eingezeichneten Mittelpunkt verbinden
4) Der Punkt des Mischschweißgutes liegt nun auf der unter 3) eingezeichneten Strecke; ausgehend vom Punkt des Zusatzwerkstoffes wird der Vermischungsgrad angetragen (z. B. 20 %, also Punkt bei 1/5 der Gesamtstreckenlänge antragen); dort liegt der Punkt des resultierenden Gefüges.